# Người thầy dạy đánh kiếm
Người thầy dạy đánh kiếm (tiếng Pháp: Le Maître d'armes) là một cuốn tiểu thuyết của Alexandre Dumas. Tác phẩm được xuất bản trong thời gian 1840–1841. Cuốn tiểu thuyết lấy bối cảnh ở Nga 

## Xuất xứ
Người thầy dạy đánh kiếm được viết từ tập ghi chép của người bạn của thầy dạy Alexandre Dumas.

## Lịch sử
Cuốn tiểu thuyết được in lần đầu tiên vào năm 1840 tại Pháp và Bỉ. Sau đó nhiều lần được xuất bản bằng tiếng Pháp. Dumas đã sử dụng cuốn tiểu thuyết "Ghi chú" của Grezier, được viết bằng tên của ông trong chuyến thăm Nga. Ông cũng sử dụng các tiểu luận lịch sử khác: Hồi ức (1827) của Bá tước Segier, Tiểu luận về cái chết của Paul I (1825) Shatogirin, Lịch sử của Alexander I (1826) S. Rabbe và Báo cáo của Ủy ban điều tra (1826).

## Cốt truyện
Cuốn tiểu thuyết kể về chuyến thăm của Greze đến St. Petersburg. Ở đó Grezie bắt đầu dạy các bài học về đấu kiếm. Tất cả các sinh viên của ông đều là những Decembrists tương lai. Một trong số họ là Bá tước Annenkov, chồng của Louise, một trong những người bạn cũ của Greze. Chẳng mấy chốc đã được tạo ra, đó là áp lực, bàn tay của Nikolai I-'s. Tất cả các Decembrists đã bị trục xuất đến Siberia, bao gồm cả Bá tước Annenkov. Tuyệt vọng, Louisa quyết định đi cùng chồng để chia sẻ sự tàn nhẫn của nhà tù với anh ta. Grezie quyết định giúp anh ta.

## Nội dung
Khi nước Pháp đang chìm đắm trong chiến tranh do cuộc nổi dậy của Napoleon thì nước Nga lại rất thanh bình. Nơi đây chình là một miền đất hứa cho những người muốn có được sự giàu có và danh vọng. "Người Thầy Dạy Đánh Kiếm" - nhân vật chính của câu chuyện cũng là một trong đó. Trong quá trình thực hiện ước mơ của mình, ông dã vô tình biết được những bí mật của nước Nga trong thời kỳ chuyển giao vương quyền.

## Tiểu thuyết ở Nga
Việc xuất bản cuốn tiểu thuyết đã bị cấm ở Nga bởi Nicholas I. Điều này là do sự gia tăng của Decembrists. Trong hồi ký của mình (được kể cho cô bởi Công chúa Trubetskaya, bạn gái của Hoàng hậu), Dumas nhớ lại:
| “ | Nicholas bước vào căn phòng nơi tôi đang đọc sách cho Hoàng hậu. Tôi đã lưu nó một cách nhanh chóng. Sa hoàng tiến đến và hỏi. " Bạn đang đọc à?" " Vâng, thưa vua." " Bạn có muốn tôi nói với bạn những gì bạn đang đọc?" Hoàng hậu im lặng. - Bạn đang đọc cuốn sách "Giáo viên đấu kiếm" của Dumas. " Sao anh biết?" " Chính xác!" Nó không khó hiểu. Đó là cuốn sách cuối cùng bị tôi cấm" | ” |

Sự kiểm duyệt Sa hoàng có ảnh hưởng đặc biệt đến tiểu thuyết của Dumas, và nó đã bị cấm xuất bản ở Nga. Tuy nhiên, bất chấp điều này, cuốn sách đã được phân phối ở Nga dưới nhiều hình thức. Và nó được xuất bản lần đầu tiên bằng tiếng Nga ở Nga vào năm 1925.